# Collected poems
Collected poems zijn de verzamelde gedichten van James Purdy die werden uitgegeven in 1990, en wel in Nederland.

## Geschiedenis
Sinds 1973 gaf Johan Polak (1928-1992) in Nederland vertalingen uit van de Amerikaanse schrijver James Purdy (1914-2009). Vervolgens kwam Purdy via Polak in contact met verschillende Nederlandse private press-drukkers. Ger Kleis was een van de eerste margedrukkers die werk van hem uitgaf, namelijk als eerste Don't let the snow fall uit 1985 op de pers van Sub Signo Libelli. Via Kleis leerde Jan Erik Bouman ook Purdy kennen die daarna werk van hem uitgaf op zijn pers Hugin & Munin. Na Polak werd Ben Hosman de directeur van Athenaeum-Polak & Van Gennep. Ook Hosman had een private press, de Regulierenpers. Hosman drukte daarop het gedicht My greatest pain dat daarmee voor 't eerst werd gepubliceerd. De drukker Hosman werkte mee aan de uitgave bij zijn voormalige uitgeverij van deze Collected poems, waarin het door hem in 1986 gedrukte gedicht ook een plaats vond. De Collected poems werden, blijkens het colofon, gedrukt naar typografische aanwijzingen van Hosman. Het colofon meldt tevens dat deze verzameling verscheen tijdens het bezoek van Purdy aan Nederland in de lente van 1990. In die periode was Purdy te gast in het televisieprogramma Hier is... Adriaan van Dis.
Achter in de uitgave is een korte en selectieve bibliografie opgenomen.

### Uitgave
De uitgave verscheen in drie verschillende edities. De meest luxe editie, van 26 door Purdy gesigneerde exemplaren, was gebonden en geletterd van A tot en met Z en voorzien van een originele litho van de Utrechtse kunstenaar Chris Buursen die al eerder in Nederland uitgegeven werk van Sub Signo Libelli en de Regulierenpers had geïllustreerd. De tweede editie was eveneens gebonden en bestond uit 125 arabisch genummerde, ook door Purdy gesigneerde exemplaren. Vervolgens werden er 600 ingenaaide exemplaren uitgegeven.